# 国鉄レ1形貨車
レ1形貨車（レ1がたかしゃ）は、かつて日本国有鉄道の前身である鉄道省等に在籍した貨車（冷蔵車）である。1928年（昭和3年）10月に実施された称号規程改正によって、旧型冷蔵車3形式を統合した形式で、合計95両（レ1 - レ95）が存在した。
もとは、1908年（明治41年）3月に帝国鉄道庁が登場させたレソ200形、1909年（明治42年）に鉄道院が登場させたレソ210形、1911年（明治44年）および1912年（明治45年）に登場させたレソ230形である。

## 概要
19世紀末頃から、日本では漁業の発展と大都市への人口集積の進展に伴い、漁港から都市への鮮魚輸送の需要が大きくなりつつあった。鉄道を利用した鮮魚の輸送には「魚運車」と呼ばれる貨車が充てられており、これは後の通風車のような風通しをよくした貨車であった。この車両では氷を使用して冷却しても長距離の輸送は無理で、沼津 - 新橋間など短距離での使用に留まっていた。これに対して鉄道国有化後の帝国鉄道庁では本格的な冷蔵車を登場させることとなった。

### レソ200形
レソ200形は、1907年（明治40年）に設計を行い8月から製造に着手し、翌1908年（明治41年）3月に10両を完成させた、日本最初の冷蔵車である。完成した当初は客貨車の称号規程が制定されておらず、レ1 - レ10の記号・番号が与えられている。冷却方式は妻全氷槽式、断熱材はフェルト、全長6,275mm、全幅2,394mm、全高3,569mm、荷重5tで、動力ブレーキ装置を持っていなかった。
完成後様々な試験を行い、6月17日（一説では6月1日）より営業を開始した。下関 - 大阪、下関 - 新橋、青森 - 上野などが主な輸送区間であった。
氷槽はあまり使用されなかったために途中で撤去され、その分荷重が増加（5t→7t）している。
1911年（明治44年）9月の車両称号規程制定により、冷蔵車には記号「レソ」が割り当てられ、レ1 - レ10はレソ200形（レソ200 - レソ209）となった。さらに1928年（昭和3年）の称号規定改正により冷蔵車の記号は「レ」になり、他の類似の冷蔵車と形式がまとめられてレ1形に編入された。当時残存していた5両が、レ1 - レ5に改番されている。
本グループは、レ1形となってまもなく、1931年（昭和6年）12月22日にレ5の廃車をもって消滅している。

### レソ210形
レソ200形を受けて、レソ210形が1909年（明治42年）に20両製作された。これは新製ではなく、日露戦争で軍に供出されて満州に送られ、後に返還された有蓋車を改造したものであった。改造種車の車種は不明である。当初の記号・番号はレ11 - レ30で、新橋工場で8月までに改造された。性能等はほぼレソ200形と同じで、冷却方式は妻全氷槽式、断熱材はフェルト、全長6,275mm、全幅2,362mm、全高3,483mm、荷重8t、レソ200形と異なり真空ブレーキを装備していた。
レソ200形同様に、あまり使用されなかった氷槽が途中で撤去されている。
1911年（明治44年）9月の車両称号規定改正ではレソ210形となり、レソ210 - レソ229となった。1928年（昭和3年）の称号規定改正によりレ1形の第2グループに編入され、当時残存していた車両はレ6 - レ12の番号を与えられた。1933年（昭和8年）には全ての車両が廃車となっている。

### レソ230形
レソ200形、レソ210形の試作的な時代を経て、1911年（明治44年）から1912年（明治45年/大正元年）にかけて150両のレソ230形が量産された。新製車両で、四日市工場と神戸工場で製造が行われた。当初の番号はレソ230 - レソ299、レソ25000 - レソ25079である。番号が飛んでいるのは、当時の称号規定では貨車は全て一連の番号が与えられており、冷蔵車用に用意されていた200 - 299の数字があふれて続きが25000に飛ばされたためである。当初から無氷槽式として完成し、断熱材はフェルト、全長6,275mm、全幅2,362mm、全高3,404mm（レソ230 - レソ279）、3,417mm（レソ280 - レソ299、レソ25000 - レソ25079）、荷重8t、真空ブレーキ装備とほぼレソ200形、レソ210形と同等のものであった。
1928年（昭和3年）の称号規定改正によりレ1形第3グループに編入され、当時残存していた車両がレ13 - レ95となった。残存した車両のほとんどが昭和初期に廃車となったが、1両のみ戦後の1948年（昭和23年）末まで在籍しており、その廃車をもってレ1形冷蔵車の形式消滅となった。